# میکی اریسون

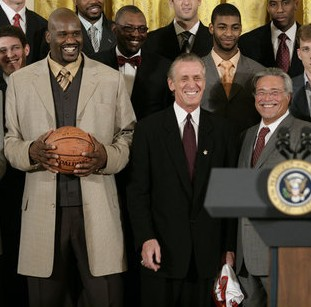
تصویر گرفته شده در کاخ سفید، از آقایان(به ترتیب از سمت چپ): شکویلل اونیل، پت رایلی و میکی اریسون) (فوریه ۲۰۰۷)

میکی اریسون (به انگلیسی: Micky Arison) (زاده ۲۹ ژوئن ۱۹۴۹) کارآفرین، بازرگان و مدیر ارشد اجرایی آمریکایی اسرائیلی‌تبار است، که اکنون به‌عنوان رییس هیئت مدیره ابرشرکت کارنیوال فعالیت می‌کند.
وی مالک تیم بسکتبال میامی هیت می‌باشد، که در اتحادیه ملی بسکتبال فعالیت می‌نماید.